# Hans Evers (Politiker)

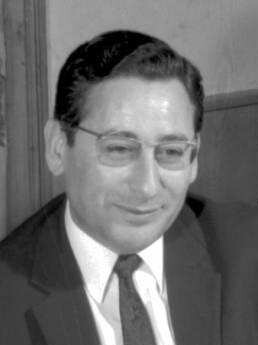
Hans Evers (1969)

Hans Evers (* 24. September 1925 in Helsinki, Finnland; † 3. März 1999 in Freiburg im Breisgau) war ein deutscher Verwaltungsbeamter und Politiker (CDU).
Evers wurde als Sohn eines Fabrikanten geboren. Nach dem Kriegsabitur 1943 und seiner Einberufung zur Wehrmacht nahm er bis 1945 als Soldat am Zweiten Weltkrieg teil. Im Anschluss begann er ein volkswirtschaftliches Hochschulstudium an den Universitäten in Rostock, Mannheim und Berlin, das er 1949 mit der Prüfung zum Diplom-Kaufmann und 1950 mit der Promotion zum Dr. rer. pol. beendete.
Evers trat 1950 den Verwaltungsdienst ein, arbeitete zunächst beim Berliner Senat (Statistisches Landesamt) und war von 1952 bis 1956 bei der Stadtverwaltung in Braunschweig tätig. Anschließend wechselte er als Beamter in den Bundesdienst, war beim Institut für Raumforschung in Bonn sowie beim Bundesministerium der Verteidigung tätig und erhielt 1961 seine Ernennung zum Regierungsrat. 1963 schied er aus dem Bundesdienst aus. Von 1970 bis 1974 fungierte er als Vorsitzender des Evangelischen Arbeitskreises (EAK) in Baden. Ferner wirkte er als Lehrbeauftragter an der Technischen Hochschule Braunschweig und an der Universität Frankfurt. 1991 wurde er Vorsitzender der gemeinsamen Anti-Doping-Kommission des Deutschen Sportbundes (DSB) und des Nationalen Olympischen Komitees (NOK).
Evers hatte sich nach 1945 der CDU angeschlossen und wurde später zum stellvertretenden Landesvorsitzenden der CDU Südbaden gewählt. Evers war von 1963 bis 1969 Stadtkämmerer in Freiburg im Breisgau und amtierte zeitweise als Bürgermeister der Stadt. Evers gehörte dem Deutschen Bundestag von 1969 bis 1980 an. Im Parlament vertrat er den Wahlkreis Freiburg. Von 1972 bis 1980 war er Vorsitzender des Sportausschusses. Außerdem war er von 1976 bis 1980 Mitglied der Parlamentarischen Versammlung des Europarates.
Er erhielt 1977 das Große Bundesverdienstkreuz und wurde 1994 Chevalier de l’Ordre des Arts et des Lettres de la République Française.
| Personendaten    | Personendaten                                         |
| ---------------- | ----------------------------------------------------- |
| NAME             | Evers, Hans                                           |
| KURZBESCHREIBUNG | deutscher Verwaltungsbeamter und Politiker (CDU), MdB |
| GEBURTSDATUM     | 24. September 1925                                    |
| GEBURTSORT       | Helsinki, Finnland                                    |
| STERBEDATUM      | 3. März 1999                                          |
| STERBEORT        | Freiburg im Breisgau, Deutschland                     |